# Gustave Leroy
Gustave Leroy (Parigi, 6 ottobre 1818 – Parigi, 14 aprile 1860) è stato un compositore, poeta e cantante francese.
È ricordato per le sue goguettes, in cui diede prova della sua abilità, diventando così il più grande compositore di goguettes del tempo.
Fu membro della goguette des Animaux di Charles Gille.
Tra le sue opere più note possiamo citare La Petite Javotte, Amis de la vigne e Chemin de la posterité, quasi sempre satire rivolte a Luigi Filippo di Francia.